# Tercera División de España 1993-94
La temporada 1993-94 de la Tercera División de España de fútbol fue la cuarta categoría de las Ligas de fútbol de España durante esta campaña, por debajo de la Segunda División B y por encima de las Divisiones regionales. Comenzó el 5 de septiembre de 1993 y finalizó el 12 de junio de 1994 con la promoción de ascenso. 

## Sistema de competición
Compiten 340 clubes en Tercera división, repartidos en 17 grupos, en la mayoría de los cuales participan 20 equipos. Cada grupo corresponde a una Federación territorial y, por lo tanto, a una comunidad autónoma, excepto en Navarra y La Rioja con un grupo (Grupo 15) y en el caso de Andalucía, que se divide en dos grupos (9 y 10). Los clubes de las ciudades autónomas de Ceuta y Melilla, en el norte de África, compiten con los de la Federación Andaluza de Fútbol.
La distribución geográfica de los grupos es la siguiente:
- Grupo I - Galicia
- Grupo II - Asturias
- Grupo III - Cantabria
- Grupo IV - País Vasco
- Grupo V - Cataluña
- Grupo VI - Comunidad Valenciana
- Grupo VII - Comunidad de Madrid
- Grupo VIII - Castilla y León
- Grupo IX - Andalucía: zona oriental (provincias de Almería, Granada, Jaén y Málaga) y Melilla
- Grupo X - Andalucía: zona occidental (provincias de Cádiz, Córdoba, Huelva y Sevilla) y Ceuta
- Grupo XI - Islas Baleares
- Grupo XII - Canarias
- Grupo XIII - Región de Murcia
- Grupo XIV - Extremadura
- Grupo XV - La Rioja y Navarra
- Grupo XVI - Aragón
- Grupo XVII - Castilla-La Mancha

El sistema de competición es el mismo que en el resto de categorías de la Liga española de fútbol. Se disputa anualmente, empezando a finales del mes de agosto o principios de septiembre y terminando en el mes de mayo o junio del siguiente año.
Los equipos de cada grupo se enfrentan todos contra todos en dos ocasiones -una en campo propio y otra en campo contrario- sumando un total de 38 jornadas. El orden de los encuentros se decide por sorteo antes de empezar la competición. El ganador de un partido obtiene dos puntos, el perdedor no suma unidades, y en caso de un empate hay un punto para cada equipo.
Al término de la temporada el equipo que acumula más puntos se proclama campeón de Tercera División (hay 17 campeones cada temporada, uno por grupo). 

### Ascenso
Los cuatro primeros equipos de cada grupo tienen derecho a participar en la fase de ascenso a Segunda división B. Por sorteo, se forman 17 grupos de 4 equipos, con la condición que en cada uno de ellos no haya equipos del mismo grupo original y haya un primero, un segundo, un tercero y un cuarto. 
En cada uno de estos 17 grupos se enfrentan los equipos en una liguilla de cuatro equipos a ida y vuelta. 
Los 17 ganadores de las liguillas ascienden a Segunda división B.

### Descenso
En la mayoría de los grupos, los últimos tres equipos clasificados descienden a divisiones regionales. 
Sin embargo, si una categoría viese disminuido el número de equipos por un número inesperado de ascensos a Segunda División B, la Federación Territorial podría autorizar la revocación de los descensos a Divisiones Regionales, o bien el ascenso de nuevos equipos desde esas categorías a la Tercera división.
Los equipos descendidos juegan en las Divisiones Regionales.

### Filiales
Los equipos filiales pueden participar en Tercera División si sus primeros equipos compiten en una categoría superior de la Liga española de fútbol. Los filiales y sus respectivos primeros equipos no pueden competir en la misma división; por ello, si un equipo desciende de Segunda B a Tercera y su filial milita en dicha categoría, este es automáticamente descendido a Regional, aunque deportivamente haya logrado la permanencia. Del mismo modo, un filial que se haya clasificado para la promoción de ascenso a Segunda División B no puede disputarla en caso de que su primer equipo milite en dicha categoría. En este caso, le substituye el quinto clasificado de su grupo.

## Promoción de ascenso a Segunda División B

### Equipos participantes
Los equipos participantes de la promoción de ascenso a Segunda División B de la temporada 1993-94 fueron los 4 primeros clasificados de cada grupo, los cuales se exponen en la siguiente tabla:
Se indican en negrita los equipos que consiguieron el ascenso.
| Grupo I                            | Grupo II               | Grupo III                        | Grupo IV                   | Grupo V                |
| ---------------------------------- | ---------------------- | -------------------------------- | -------------------------- | ---------------------- |
| 1º Bergantiños F.C.                | 1º Caudal Deportivo    | 1º S.D. Noja                     | 1º Amurrio Club            | 1º C.E. Sabadell F.C.  |
| 2º R.C. Deportivo de La Coruña "B" | 2º C. Siero            | 2º R. Racing C. de Santander "B" | 2º C.D. Aurrera de Vitoria | 2º Terrassa F.C.       |
| 3º C.D. Endesa As Pontes           | 3º C.D. Lealtad        | 3º S.D. Laredo                   | 3º S.D. Gernika Club       | 3º F. C. Barcelona "C" |
| 4º Viveiro C.F.                    | 4º C. Marino de Luanco | 4º Castro F.C.                   | 4º S.C.D. Durango          | 4º C.E. Europa         |

| Grupo VI                 | Grupo VII                | Grupo VIII                                             | Grupo IX            | Grupo X                  |
| ------------------------ | ------------------------ | ------------------------------------------------------ | ------------------- | ------------------------ |
| 1º Pinoso C.F.           | 1º Aranjuez C.F.         | 1º C.D. Laguna                                         | 1º C. Poli. Almería | 1º R. Betis Bpié. "B"    |
| 2º Onteniente C.F.       | 2º C.F. Fuenlabrada      | 2º C.D. Salmantino                                     | 2º Vélez C.F.       | 2º U.D. Los Palacios     |
| 3º Crevillente Deportivo | 3º C.D. Colonia Moscardó | 3º S.D. Hullera Vasco-Leonesa (Ascenso administrativo) | 3º Martos C.D.      | 3º C.D. San Fernando     |
| 4º C.D. Eldense          | 4º C.D. Móstoles         | 4º C. Atlético Bembibre                                | 4º Guadix C.F.      | 4º C. Atlético Cortegana |

| Grupo XI                  | Grupo XII               | Grupo XIII            | Grupo XIV                | Grupo XV           |
| ------------------------- | ----------------------- | --------------------- | ------------------------ | ------------------ |
| 1º R. C. D. Mallorca "B"  | 1º U.D. Orotava         | 1º Águilas C.F.       | 1º C. Cristian Lay Jerez | 1º Peña Sport F.C. |
| 2º C.D. Atlético Baleares | 2º C.D. Corralejo       | 2º C.D. Roldán        | 2º U.P. Plasencia        | 2º C.D. Ribaforada |
| 3º C.D. Montuiri          | 3º U. D. Las Palmas "B" | 3º C.F. Torre Pacheco | 3º Mérida Promesas U.D.  | 3º C.D. Calahorra  |
| 4º C.D. Cala Millor       | 4º S.D. Tenisca         | 4º Caravaca C.F.      | 4º C.D. Don Benito       | 4º U.D.C. Chantrea |

| Grupo XVI          | Grupo XVII                     |
| ------------------ | ------------------------------ |
| 1º S. D. Huesca    | 1º C.D. Manchego               |
| 2º R. Zaragoza "B" | 2º Atlético Ciudad Real        |
| 3º U.D. Casetas    | 3º C.P. Villarrobledo          |
| 4º U. D. Barbastro | 4º Puertollano Industrial C.F. |

### Equipos ascendidos
Los siguientes equipos obtuvieron el ascenso a Segunda División B:
| Grupo I - No ascendió ningún equipo de este grupo Grupo II - No ascendió ningún equipo de este grupo Grupo III - No ascendió ningún equipo de este grupo Grupo IV - Amurrio Club - S.D. Gernika Club Grupo V - C.E. Sabadell F.C. - Terrassa F.C. - C.E. Europa Grupo VI - Onteniente C.F. | Grupo VII - Aranjuez C.F. - C.F. Fuenlabrada - C.D. Colonia Moscardó - C.D. Móstoles Grupo VIII - S.D. Hullera Vasco-Leonesa (Ascenso administrativo) Grupo IX - C. Poli. Almería Grupo X - R. Betis Bzsmall>pié. "B" - C.D. San Fernando Grupo XI - No ascendió ningún equipo de este grupo Grupo XII - C.D. Corralejo | Grupo XIII - No ascendió ningún equipo de este grupo Grupo XIV - No ascendió ningún equipo de este grupo Grupo XV - No ascendió ningún equipo de este grupo Grupo XVI - R. Zaragoza "B" - U.D. Casetas Grupo XVII - C.D. Manchego |